# Scheelegatan, Malmö

Scheelegatan en gata i den östra delen av Malmö.
Scheelegatan, som sträcker sig mellan Sallerupsvägen och Amiralsgatan och korsar Industrigatan, tillkom 1956 och förlängdes 1960. Vid gatan ligger bland annat bostadsområdet Håkanstorp, Östra kyrkogården och industriområdet Emilstorp. Gatan är uppkallad efter kemisten Carl Wilhelm Scheele, som under åren 1765–1768 var verksam på apoteket Fläkta örn i Malmö.